# La Traduction et la Lettre ou l'Auberge du lointain
 (mars 2025).
Motif : Notoriété non démontrée
- Archive Wikiwix
- Bing
- Cairn
- DuckDuckGo
- E. Universalis
- Gallica
- Google
- G. Books
- G. News
- G. Scholar
- Persée
- Qwant
- (zh) Baidu
- (ru) Yandex
- (wd) trouver des œuvres sur Wikidata

| 1. | Préciser le motif de la pose du bandeau. | Précisez le motif de la pose du bandeau en utilisant la syntaxe suivante : {{admissibilité à vérifier\|date=mars 2025\|motif=remplacez ce texte par le motif}}                                                           |
| 2. | Informer les utilisateurs concernés.     | Pensez à avertir le créateur de l'article, par exemple, en insérant le code ci-dessous sur sa page de discussion : {{subst:avertissement admissibilité à vérifier\|La Traduction et la Lettre ou l'Auberge du lointain}} |

 (mars 2025).
La Traduction et la lettre ou l'Auberge du lointain est un livre d'Antoine Berman, publié en 1985.
L’auteur distingue entre traduire la lettre et traduire mot à mot, pour éviter la confusion possible entre « mot » et « lettre ». Afin d’illustrer cette distinction, il utilisera l’exemple des proverbes, où cette distinction n’est pas toujours claire. Là où il veut en venir, c’est que la traduction est une réflexion qui dépasse la simple recherche d’équivalence. Trouver un équivalent, c’est nettoyer sa langue de toute obscurité de sens et refuser d’y introduire de l’étranger (équivalence dynamique selon Eugene Nida). Berman veut s’échapper du couple traditionnel théorie/pratique pour le remplacer avec l’expérience (sens heideggérien) et la réflexion. La traduction peut ainsi être une expérience de la réflexion et une réflexion au sujet de l’expérience de traduction. C’est cela qui donne à la traduction sa spécificité, qui en fait une discipline à part entière (la traductologie), non une sous-discipline. Il définira celle-ci comme une « articulation consciente de l’expérience de la traduction » et encore comme « la réflexion de la traduction sur elle-même à partir de sa nature d’expérience. »